# Šahbáz Bhattí
Šahbáz Bhattí (9. září 1968 Láhaur – 2. března 2011 Islámábád) byl pákistánský politik a ministr pro menšiny od roku 2008 až do svého zavraždění.
Politicky byl členem Pákistánské lidové strany a vyznáním patřil k římskokatolické církvi. Byl jediným křesťanem pákistánské vlády a významným odpůrcem pákistánských zákonů proti rouhání.
Zabitím mu bylo vyhrožováno od roku 2009 a to hlavně kvůli tomu, že se zastal Pákistánky Asii Bibi, která byla souzena za rouhání a byla odsouzena k trestu smrti oběšením.
Roku 2016 započal jeho beatifikační proces, čímž obdržel titul služebník Boží.